# X.500
X.500 é uma série de padrões para redes de computador abordando serviço de diretório. A série X.500 foi desenvolvida pelo ITU-T. Os serviços de diretório foram desenvolvidos para dar suporte aos requisitos do padrão X.400 ( troca de mensagens eletrônicas e procura de nomes). A ISO foi parceira no desenvolvimento do padrão, incorporando-os ao pacote de protocolos OSI. ISO/IEC 9594 é a identificação ISO para o padrão.

## Protocolos X.500
Os protocolos definidos pelo X.500:
- DAP (Directory Access Protocol)
- DSP (Directory System Protocol)
- DISP (Directory Information Shadowing Protocol)
- DOP (Directory Operational Bindings Management Protocol)

Por ser usados no Modelo OSI, um número de alternativas ao DAP foram desenvolvidas para permitir que clientes de Internet pudessem acessar o diretório X.500 usando TCP/IP. A mais conhecida alternativa é o LDAP. Por permitir que o DAP e outros protocolos X.500 pudessem usar TCP/IP, LDAP é um conhecido protocolo de acesso a diretórios.

## Modelos de Dados do X.500
O conceito primário do X.500 é que há um único Directory Information Tree (DIT), uma organização hierarquizada de entradas que são distribuídas por servidores. Uma entrada consiste de um conjunto de atributos, cada atributo com um ou mais valores. Cada entrada tem um único Distinguished name, formado pela combinação de seu Relative distinguished name (RDN), um ou mais atributos da própria entrada, e o RDN de cada entrada superior hierarquicamente até a raiz do DIT.
X.520 e X.521 juntos provêm uma definição do conjunto de atributos e classes de objetos a serem usados para representar pessoas e organizações como entradas no DIT é um dos mais usados.
X.509, a porção do padrão que provê o arcabouço de autenticação, é hoje o mais usado protocolo. Ele especifica um formato padrão para certificado de chave-pública.

## Lista de padrões X.500
| número ITU-T | número ISO/IEC  | Título do Padrão                                                              |
| ------------ | --------------- | ----------------------------------------------------------------------------- |
| X.500        | ISO/IEC 9594-1  | O Diretório: Visão geral dos conceitos, modelos e serviços                    |
| X.501        | ISO/IEC 9594-2  | O Diretório: Modelos                                                          |
| X.509        | ISO/IEC 9594-8  | O Diretório: Arcabouço de autenticação                                        |
| X.512        | ISO/IEC 9594-3  | O Diretório: Definição Abstrata de serviços                                   |
| X.518        | ISO/IEC 9594-4  | O Diretório: Procedimentos para operações distribuídas                        |
| X.519        | ISO/IEC 9594-5  | O Diretório: Especificações de Protocolo                                      |
| X.520        | ISO/IEC 9594-6  | O Diretório: Seleção de tipos de atributos                                    |
| X.521        | ISO/IEC 9594-7  | O Diretório: Seleção de Classes de Objetos                                    |
| X.525        | ISO/IEC 9594-9  | O Diretório: Replicação                                                       |
| X.530        | ISO/IEC 9594-10 | O Diretório: Uso de Sistemas de Gerenciamento para Administração do Diretório |